# Партија (област)
Партија је историјска област, односно регион у североисточном Ирану, а најпознатија је по томе што је у античко доба била политичко и културно средиште Партског царства којим је владала династија Арсакида. Партија је такође била и управна јединица (сатрапија) у доба Ахеменидског царства, а потом Селеукидског царства и Сасанидског царства.
Име Партија, преко латинског Parthia, потиче од староперсијског назива Parthava, што је изворни назив који је на партском језику значио „од Парта” односно „оно што припада Партима”, који су били ирански народ.

## Географија
Партија је као историјска област обухватала западну половину Великог Хорасана. Граничи се са планинским ланцем Копет-Дагом на северу (данашњом границом Ирана и Туркменистана) и пустињом Дашт-е Кавир на југу. Западно од ње била је Медија, Хирканија на северозападу, Маргијана на североистоку, као и Арија на југоистоку.
За време Арсакидске династије, Партија је била заједно са Хирканијом (који је данас делом у Ирану, делом у Туркменистану) сједињена у једну управну јединицу, па се ту покрајина често сматра ужом Партијом, зависно од контекста и предмета о коме је реч.